# Městský okres (Rusko)
Městský okres (rusky городское поселение) jeden z typů komunálního útvaru v Rusku; město nebo sídlo městského typu, ve kterém je místní územní samospráva vykonávána přímo obyvateli a (nebo) prostřednictvím volených a dalších orgánů místní samosprávy. Městské okresy nejsou městskými okruhy, ale spadají pod komunální rajóny.

## Charakteristika
Tento typ útvaru je zahrnut v zákoně z roku 2003 „O obecných zásadách organizace místní samosprávy v Ruské federaci“, který vstoupil v platnost v rámci reformy. Součástí území může být jedno město nebo jedna obec v souladu s jeho územním plánem pro rozvoj jeho sociální, dopravní a jiné infrastruktury (včetně na území obcí a venkovských sídel, které nejsou městským útvarem).

## Počet
Podle Federální služby státní statistiky jich Rusko mělo k 1. lednu 2010 celkem 1 739, 1. ledna 2011: 1 733, 1. ledna 2012: 1 711, 1. ledna 2013: 1687 a 1. ledna 2014: 1 660.